# 李熙瑜
李熙瑜（英語：Lawrence Lee Hay Yue，1937年3月28日—），外號「自然爺爺」，是前香港漁農處處長，亦是香港生物學家，專門研究香港的昆蟲。
李熙瑜從政府退休後，曾經循漁農界功能界別參加臨時立法會解散後的首屆立法會選舉，但以43票(34.68%)落敗於香港漁業界的代表、民建聯的黃容根(81票，佔65.32%)。之後出任多項公職，還協助創立建制派政黨新世紀論壇。

## 背景
李熙瑜祖籍廣東省佛山市南海區里水鎮，12歲入讀初中時遷居新界粉嶺安樂村，1954年至1959年間就讀伊利沙伯中學，預科畢業後到香港大學修讀生物學（1959年至1962年），畢業後出任香港中文大學生物系助教。之後1963年6月加入香港政府的市政事務署轄下的防治蟲鼠組任助理防治蟲鼠主任，透過其對生物習性的認識而幫助保持香港市區的環境衛生。1967年，李熙瑜加入當時仍叫作漁農處的漁農自然護理署，出任助理農業主任（昆蟲）實習一年:184；翌年前往英國雷丁大學修讀植物保護學碩士，專攻植物病理、農業昆蟲、農藥及雜草防治等內容，1969年畢業論文以寄生蜂作論文題目:184。他亦是英國生物學會的特許生物學家，往後於1977年在香港大學取得理科博士學位（專攻植物蟲害生態學）。
在1980年2月，李熙瑜獲晉升為漁農處助理處長，1983年7月再被擢升為副處長，1986年至1997年退休前官至處長一職，兼任郊野公園管理局局長，也曾獲委任為官守太平紳士。退休後，李熙瑜參加過1998年香港立法會漁農界功能界別選舉，惟未能當選，未幾加入香港大學與嘉道理農場暨植物園合作的嘉道理農業研究所出任半職工作，並且擔任嘉道理農場的董事局成員。他現時亦是新生精神康復會的其中一位副會長。

## 個人生活
李熙瑜已婚，婚後與楊氏（Eileen）育有兩名兒子。

## 著作列表
- 《尋蟲記——大城市小生物的探索之旅》(2011)
- 《香港農作昆蟲名錄》